# Attalea dahlgreniana
Attalea dahlgreniana är en enhjärtbladig växtart som först beskrevs av Gregório Gregorievich Bondar, och fick sitt nu gällande namn av Jan Gerard Wessels Boer. Attalea dahlgreniana ingår i släktet Attalea och familjen Arecaceae. Inga underarter finns listade i Catalogue of Life.